# Braňany
Braňany település Csehországban, a Mosti járásban. Braňany Most, Bílina, Želenice és Obrnice településekkel határos. Lakosainak száma 1191 fő (2024. január 1.).

## Népesség
A település lakosságának változását az alábbi diagram mutatja:
| Lakosok száma | 290  | 736  | 1042 | 1927 | 1429 | 1157 | 1303 | 1292 | 1174 | 1191 |
|               | 1869 | 1900 | 1921 | 1961 | 1980 | 2011 | 2016 | 2019 | 2021 | 2024 |